# Georges Moucheron
Pour les articles homonymes, voir Moucheron.
Georges Moucheron, né en 1949 à Mons, est un journaliste belge. Il effectua toute sa carrière journalistique à la radio-télévision publique à la RTBF.

## Biographie
Georges Moucheron est né à Mons en 1949. Il commence sa vie professionnelle comme professeur de grec et de latin. En 1972, il intègre la RTB. Il passe d'abord à la radio avec Rencontres, émission littéraire composée d'interviews, puis à la télévision; d'abord 4 ans au nouveau Centre de Charleroi, et dès 1979, il rejoint le Journal Télévisé, qu'il présente de 1982 à 1988 en alternance avec Jean-Pierre Gallet et Jean-Jacques Jespers, ensuite Françoise Van De Moortel.
 En 1988, il s'occupe des magazines européens : Le Club de l’Europe, et quelques années plus tard, Objectif Europe, après un détour par le programme Media de la Commission européenne, sous la houlette de Holde Lhoest, également issue de la RTBF. Il fera un passage comme attaché de presse du ministre communautaire PSC, Michel Lebrun (1992-93). À la fin des années '90, il revient au JT, toujours comme spécialiste des questions européennes. 

En 2004, il quitta la RTBF après 32 ans de service, bénéficiant du plan Magellan de restructuration.